# ПМС-79
Путевая машинная станция №79 «Жмеринская» (ПМС-79) — советское и украинское государственное предприятие, путевая машинная станция Юго-Западной железной дороги, расположенная в городе Жмеринка Винницкой области. Производственная база станции размещается на станции Жмеринка-Подольская.
Основная деятельность ПМС-79 состоит в выполнении путевых работ, а именно — капитального и среднего ремонта путей и капитального ремонта стрелочных переводов на железобетонных брусах с использованием машин тяжёлого типа УК-25/18, ВПО-3000, ВПРС-02, тракторной техники и средств малой механизации.
ПМС-79 входит (по состоянию на 2008 год) в список объектов, не подлежащих приватизации в связи с их общегосударственным значением.

## История
Путевая машинная станция №79 была создана 16 февраля 1955 года указом №641 Всесоюзного треста «Ремпуть» Главного управления пути и сооружений МПС СССР.

## Персонал
Количество работников ПМС-79, непосредственно задействованных в промышленной деятельности предприятия — 70 человек.

### Выдающиеся работники
Вольский Анатолий Владимирович — машинист ПМС-79, в 2009 году награждён почётным знаком «Железнодорожная Слава» III степени.

### Спортивная деятельность работников
ПМС-79 совместно со Жмеринской дистанцией электроснабжения организует команду по мини-футболу «Зенит», активно участвующую в местных спартакиадах, в том числе занимая призовые места.